# مرسيدس باردو
مرسيدس باردو (بالإسبانية: Mercedes Pardo) هي رسامة فنزويلية، ولدت في 29 يوليو 1921 في كاراكاس في فنزويلا، وتوفيت في 24 مارس 2005.